# Sarah Dawn Finer
Sarah Dawn Finer (* 14. September 1981 in Stockholm) ist eine schwedische Sängerin, Moderatorin, Songwriterin und Schauspielerin.

## Leben und Karriere
Ihr Vater stammt aus dem Vereinigten Königreich, ihre Mutter aus den Vereinigten Staaten. Sie selbst ist in Schweden geboren und aufgewachsen. Sie besuchte die Adolf Fredrik Music School in Stockholm.
Ihr erstes Album Sarah Dawn Finer mit 6 Songs kam 2006 heraus. Ihr erstes Album in voller Länge A Finer Dawn wurde am 30. Mai 2007 herausgegeben. Im Laufe ihrer Karriere veröffentlichte sie bisher sechs Alben.
Beim Eurovision Song Contest 2013 trat sie als Interval Act vor der Punktevergabe mit The Winner Takes It All von ABBA auf.

## Melodifestivalen und ESC
2007 nahm sie an dem schwedischen Vorentscheid zum Eurovision Song Contest Melodifestivalen mit der Ballade I Remember Love teil und belegte den vierten Platz. Die Ballade wurde einer der meistgespielten Songs im schwedischen Radio 2007. 2009 startete sie mit dem Song Moving On, mit dem sie das Finale erreichte.
Sie spielte bereits bei verschiedenen Ausgaben des Melodifestivalen die Figur der Lynda Woodruff, einer fiktionalen britischen EBU-Mitarbeiterin. Mit dieser Figur trat sie außerdem beim Eurovision Song Contest 2013, 2016 und 2024 auf.
2019 moderierte sie die Veranstaltung gemeinsam mit Eric Saade, Marika Carlsson und Kodjo Akolor.

## Diskografie
Alben
- A Finer Dawn (2007)
- Moving On (2009)
- Winterland (2010)
- Sanningen kommer om natten (2012)
- Vinterland (2014)

EPs
- Sarah Dawn Finer (2005)

Singles
- I Remember Love (2007)
- Du som tog mitt hjärta (Patrik Isaksson & Sarah Dawn Finer, 2007)
- Moving On (2009)
- Standing Strong (2009)
- Kärleksvisan (2010)
- Balladen om ett brustet hjärta (2014)
- Vinterland (2015)

Sonstige
- A Way Back to Love (2007)
- Stockholm by Morning (2007)
- Does She Know You (2008)
- I’ll Be Your Wish Tonight (2011)
- Is Anybody There (2011)